# Maulika decemmaculata
Maulika decemmaculata es una especie de insecto coleóptero de la familia Chrysomelidae. Fue descrita científicamente en 1980 por Basu & Sengupta.